# Порт-Мартін (антарктична станція)
Порт-Мартін (фр. base Port-Martin) — перша французька наукова антарктична станція заснована у 1950 році, на березі Землі Аделі. Назвали станцію в пам'ять фотографа експедиції Мартена, який помер на шляху до Антарктиди.
Місце розташування станції в 60 км на захід від мису Денісон, де була база Моусона. Після зміни особового складу дослідників, у січні 1952 року, приміщення станції згоріло. Під час пожежі ніхто не постраждав. Французька наукова станція була перенесена у невеликий будинок, який був побудований на острові Петрелс у берега Аделі, з метою вивчення колоній пінгвінів.
Під час метеорологічних спостережень, французькі дослідники на антарктичній станції, зібрали матеріал для складання точної мапи прибережної зони Землі Аделі, й виконали перші тривалі спостереження за погодою східної Антарктиди, а також переконалися, що тут взимку майже безперервно дують шквальні вітри.
У лютому 1953 року станція була закрита.